# Cyclanthera brachystachya
Espèce
Cyclanthera brachystachya (concombre des pauvres) est une espèce de plante à fleurs de la famille des Cucurbitaceae, originaire de l'Amérique du Sud.
C'est une plante herbacée grimpante parfois cultivée dans les régions tropicales d'Amérique latine pour ses fruits, consommés comme légumes par les populations pauvres.
Cette espèce se singularise par ses fruits charnus « explosifs », à l'instar de ceux de la balsamine des bois (Impatiens noli-tangere).

## Synonymes
- Cyclanthera explodens Naudin
- Elaterium brachystachyum Ser. (basionyme)

## Noms vernaculaires
En espagnol : cuchinito